# Roemenië op de Olympische Zomerspelen 1968
Roemenië nam deel aan de Olympische Zomerspelen 1968 in Mexico-Stad, Mexico. Ten opzichte van de vorige editie werd er onder meer twee keer meer goud gewonnen.

## Medailleoverzicht
| Sport       | Olympiër                                                            | Onderdeel                | Medaille |
| ----------- | ------------------------------------------------------------------- | ------------------------ | -------- |
| Atletiek    | Viorica Viscopoleanu                                                | verspringen (v)          | Goud     |
| Atletiek    | Lia Manoliu                                                         | discuswerpen (v)         | Goud     |
| Kanovaren   | Serghei Covaliov Ivan Patzaichin                                    | C-2 1000m (m)            | Goud     |
| Schermen    | Ion Drîmbă                                                          | floret (m)               | Goud     |
| Atletiek    | Ileana Silai                                                        | 800m (v)                 | Zilver   |
| Atletiek    | Mihaela Peneș                                                       | speerwerpen (v)          | Zilver   |
| Boksen      | Ion Monea                                                           | -81kg (m)                | Zilver   |
| Kanovaren   | Anton Calenic Dimitrie Ivanov Haralambie Ivanov Mihai Turcas        | K-4 1000m (m)            | Zilver   |
| Schietsport | Marcel Rosca                                                        | 25m snelvuurpistool      | Zilver   |
| Worstelen   | Ion Baciu                                                           | -57kg Grieks-Romeins (m) | Zilver   |
| Boksen      | Calistrat Cutov                                                     | -60kg (m)                | Brons    |
| Kanovaren   | Viorica Dumitru                                                     | K-1 500m (v)             | Brons    |
| Schermen    | Ileana Gyulai-Drimba Ana Derșidan Ecaterina Iencic Olga Szabo-Orban | floret team (m)          | Brons    |
| Worstelen   | Simeon Popescu                                                      | -63kg Grieks-Romeins (m) | Brons    |
| Worstelen   | Nicolae Martinescu                                                  | -97kg Grieks-Romeins (m) | Brons    |

## Deelnemers en resultaten

### Atletiek
| Olympiër              | Discipline             | Resultaat | Prestatie |
| --------------------- | ---------------------- | --------- | --- |
| Leonida Caraiosifoglu | 20km snelwandelen (m)  | 9e        | 1:37.07,6 |
| Şerban Ciochină       | hink-stap-springen (m) | 13e       | kwalificatie groep A: 3de met 16,21m finale: 13de met 15,62m                                                                                            |
| Csaba Dosa            | hoogspringen (m)       | 32e       | kwalificatie groep B: 15de met 2,03m |
|                       |                        |           | |
| Ileana Silai          | 800m (v)               | Zilver    | serie 2: 2de in 2.04,1 halve finale 1: 2de in 2.05,9 finale: 2de in 2.02,5                                                                              |
| Valeria Bufanu        | 80m horden (v)         | 14e       | serie 2: 2de in 10,9 halve finale 1: 7de in 11,0 |
| Viorica Viscopoleanu  | verspringen (v)        | Goud      | kwalificatie groep B: 2de met 6,48m finale: 1ste met 6,82m (WR)                                                                                         |
| Virginia Bonci        | hoogspringen (v)       | 21e       | kwalificatie groep A: 12de met 1,65m |
| Olimpia Cataramă      | discuswerpen (v)       | 13e       | 50,20m |
| Lia Manoliu           | discuswerpen (v)       | Goud      | 58,28m (OR) |
| Mihaela Peneș         | speerwerpen (v)        | Zilver    | 59,92m |
| Cornelia Popescu      | vijfkamp (v)           | 22e       | 80m horden: 32ste in 12,1 kogelstoten: 19de met 11,25m hoogspringen: 7de met 1,62m verspringen: 20ste met 5,89m 200m: 28ste in 26,2 totaal: 4435 punten |

### Boksen
| Olympiër         | Discipline  | Resultaat | Prestatie |
| ---------------- | ----------- | --------- | --- |
| Constantin Ciuca | -51kg (m)   | 9e        | 1ste ronde: W van MAR Hilmann: 4-1 2de ronde: V van POL Olech: 2-3 |
| Nicolae Gîju     | -54kg (m)   | 9e        | 1ste ronde: vrij 2de ronde: W van USA Goss: 5-0 3de ronde: V van UGA Mukwanga: scheidsrechterlijke beslissing                                                                         |
| Aurel Simion     | -57kg (m)   | 9e        | 1ste ronde: W van NCA Santamaria: 5-0 2de ronde: V van ARG García: 0-5 |
| Calistrat Cuțov  | -60kg (m)   | Brons     | 1ste ronde: vrij 2de ronde: W van FIN Nikkinen: 5-0 3de ronde: W van TUN Landhili: 5-0 kwartfinale: W van BUL Pilitchev: 4-1 halve finale: V van USA Harris: 0-5                      |
| Antoniu Vasile   | -63,5kg (m) | 9e        | 1ste ronde: W van CMR Dong: knock-out 2de ronde: W van TUN Galhia: walk-over 3de ronde: V van CUB Regüeiferos: scheidsrechterlijke beslissing                                         |
| Victor Zilberman | -67kg (m)   | 5e        | 1ste ronde: vrij 2de ronde: W van DEN Hansen: scheidsrechterlijke beslissing 3de ronde: W van HUN Gáli: 5-0 kwartfinale: V van CMR Bessala: scheidsrechterlijke beslissing            |
| Ion Covaci       | -71kg (m)   | 5e        | 1ste ronde: W van POL Stachurski: 3-2 2de ronde: W van ITA Bentini: 5-0 kwartfinale: V van URS Lagutin: 0-5                                                                           |
| Ion Monea        | -81kg (m)   | Zilver    | 1ste ronde: vrij 2de ronde: W van FRG Reimers: 5-0 kwartfinale: W van NGR Ayinla: 3-2 halve finale: W van POL Dragan: 4-1 finale: V van URS Pozniakas: scheidsrechterlijke beslissing |
| Ion Alexe        | +81kg (m)   | 5e        | 1ste ronde: W van SLE Coker: 5-0 kwartfinale: V van USA Foreman: scheidsrechterlijke beslissing                                                                                       |

### Kanovaren
| Olympiër                                                     | Discipline    | Resultaat | Prestatie                                                                      |
| ------------------------------------------------------------ | ------------- | --------- | ------------------------------------------------------------------------------ |
| Ivan Patzaichin                                              | C-1 1000m (m) | 7e        | serie 1: 1ste in 4.28,3 finale: 7de in 4.49,32                                 |
| Ivan Patzaichin Serghei Covaliov                             | C-2 1000m (m) | Goud      | serie 2: 1ste in 4.03,4 finale: 1ste in 4.07,18                                |
| Andrei Contolenco                                            | K-1 1000m (m) | 7e        | serie 1: 2de in 4.03,7 halve finale 3: 3de in 4.06,78 finale: 7de in 4.09,96   |
| Atanase Sciotnic Aurel Vernescu                              | K-2 1000m (m) | 6e        | serie 1: 1ste in 3.36,5 halve finale 1: 1ste in 3.43,95 finale: 6de in 3.45,18 |
| Anton Calenic Dimitrie Ivanov Haralambie Ivanov Mihai Turcas | K-4 1000m (m) | Zilver    | serie 1: 1ste in 3.18,0 halve finale 1: 1ste in 3.19,88 finale: 2de in 3.14,81 |
|                                                              |               |           |                                                                                |
| Andrei Contolenco                                            | K-1 500m (v)  | Brons     | serie 2: 1ste in 2.10,0 finale: 3de in 2.13,22                                 |
| Valentina Serghei Viorica Dumitru                            | K-2 500m (v)  | 4e        | serie 1: 2de in 1.59,6 finale: 4de in 1.59,17                                  |

### Roeien
| Olympiër                                                                      | Discipline      | Resultaat | Prestatie                                                                        |
| ----------------------------------------------------------------------------- | --------------- | --------- | -------------------------------------------------------------------------------- |
| Eugen Petrache                                                                | skiff (m)       | 15e       | serie 2: 4de in 8.05,33 herkansingen: 5de in 8.02,94                             |
| Alexandru Aposteanu Octavian Pavelescu                                        | dubbel-twee (m) | 8e        | serie 1: 2de in 6.58,88 halve finale 1: 6de in 10.53,17 finale B: 2de in 7.08,27 |
| Gheorghe Moldoveanu Ştefan Tarasov Ladislau Lovrenschi                        | twee-met (m)    | 9e        | serie 1: 1ste in 8.13,31 halve finale 1: 4de in 8.04,52 finale B: 3de in 8.04,38 |
| Pavel Cichi Dumitru Ivanov Emanoil Stratan Anton Chirlacopschi                | vier-zonder (m) | 7e        | serie 1: 6de in 7.21,84 herkansingen: 4de in 6.44,71 finale B: 1ste in 6.50,13   |
| Reinhold Batschi Petre Ceapura Ștefan Tudor Francisc Papp Ladislau Lovrenschi | vier-met (m)    | 7e        | serie 2: 2de in 7.16,50 halve finale 2: 4de in 6.52,67 finale B: 1ste in 6.46,68 |

### Schermen
| Olympiër                                                            | Discipline      | Resultaat | Prestatie |
| ------------------------------------------------------------------- | --------------- | --------- | --- |
| Ion Drîmbă                                                          | degen (m)       | DNS       | niet gestart |
| Iuliu Falb                                                          | degen (m)       | DNS       | niet gestart |
| Ștefan Haukler                                                      | degen (m)       | 25e       | 1ste ronde groep 4: 4de V van HUN Fenyvesi W van MEX Pérez W van POR da Silva V van AUS Hobby V van ITA Paolucci W van PUR Pérez 2de ronde groep 4: 3de V van URS Modzalevsky W van HUN Fenyvesi V van AUT Trost W van POL Andrzejewski W van CUB Oliveros 3de ronde: V van URS Kriss: 0-2 herkansingen: V van GBR Halsted: 0-2 |
| Tănase Mureșanu                                                     | degen (m)       | 68e       | 1ste ronde groep 8: 6de V van USA Pesthy V van ITA Saccaro V van SWE Lindwall V van BRA do Couto V van NOR Midling |
| Mihai Țiu                                                           | degen (m)       | DNS       | niet gestart |
| Ion Drîmbă Iuliu Falb Ștefan Haukler Tănase Mureșanu Mihai Țiu      | degen team (m)  | DNS       | niet gestart |
| Ion Drîmbă                                                          | floret (m)      | Goud      | 1ste ronde groep 9: 1ste W van RAU Kalyoubi W van GBR Hoskyns W van USA Cohen W van AUS Ronald 2de ronde groep 8: 1ste W van AUT Losert W van FRG Wellmann W van USA Cohen W van MEX Gómez W van URS Putyatin 3de ronde: W van AUT Birnbaum: 2-1 4de ronde: W van ITA Pinelli: 2-0 5de ronde: V van FRA Revenu: 1-2 herkansingen 4: W van POL Woyda: 2-0 herkansingen 5: W van ROU Mureșanu: 2-1 finale groep: 1ste W van HUN Kamuti W van FRA Revenu W van FRA Magnan W van ROU Tiu V van FRA Noël |
| Iuliu Falb                                                          | floret (m)      | DNS       | niet gestart |
| Ștefan Haukler                                                      | floret (m)      | DNS       | niet gestart |
| Tănase Mureșanu                                                     | floret (m)      | 7e        | 1ste ronde groep 10: 1ste W van ITA Pinelli W van FRG Gerresheim W van BEL Bessemans W van CAN Conyd 2de ronde groep 7: 3de V van JPN Shimizu V van ARG Saucedo W van USA Checkes W van BEL Bessemans V van HUN Kamuti 3de ronde: V van FRA Magnan: 0-2 herkansingen: W van JPN Shimizu: 2-1 herkansingen 2: W van AUS Hobby: 2-0 herkansingen 3: W van GBR Paul: 2-1 herkansingen 4: W van URS Stankovich: 2-1 herkansingen 5: V van ROU Drîmbă: 1-2                                               |
| Mihai Țiu                                                           | floret (m)      | 6e        | 1ste ronde groep 4: 1ste W van PER Barúa V van FRA Magnan W van RAU El-Husseini W van CUB Ruiz W van ARG Nannini 2de ronde groep 4: 1ste W van AUT Trost W van JPN Okawa V van ITA La Ragione W van CUB Gil W van RAU Soheim 3de ronde: W van HUN Szabó: 2-0 4de ronde: W van ITA La Ragione: 2-0 5de ronde: W van URS Sveshnikov: 2-1 finale groep: 6de V van HUN Kamuti W van FRA Revenu V van FRA Magnan V van ROU Drîmbă V van FRA Noël                                                         |
| Ion Drîmbă Mihai Țiu Ștefan Haukler Tănase Mureșanu Iuliu Falb      | floret team (m) | 4e        | 1ste ronde groep 3: 1ste G van Japan: 8-8 W van Verenigde Arabische Republiek: 13-3 kwartfinale: W van Italië: 8-7 halve finale: V van Sovjet-Unie: 8-8 bronzen finale: V van Polen: 3-9 |
|                                                                     |                 |           | |
| Ion Drîmbă                                                          | floret (v)      | 13e       | 1ste ronde groep 3: 3de V van USA King W van SWE Palm W van HUN Farkasinszky-Bóbis W van MEX Roldán V van FRG Pulch 2de ronde groep 2: 1ste W van FRA Gapais W van URS Gorokhova W van USA King W van FRG Volz-Mees V van ITA Ragno 3de ronde: V van URS Gorokhova: 0-2 herkansingen: V van FRA Depetris: 0-2 |
| Ana Ene                                                             | floret (v)      | DNS       | niet gestart |
| Olga Orban-Szabo                                                    | floret (v)      | 9e        | 1ste ronde groep 4: 2de V van URS Novikova W van FRA Ceretti W van FRG Volz-Mees W van GBR Green W van MEX Moral 2de ronde groep 1: 1ste W van MEX Roldán W van FRA Ceretti W van URS Zabelina V van ITA Masciotta V van USA Romary 3de ronde: V van FRA Gapais: 1-2 herkansingen: W van ITA Colombetti-Peroncini: 2-0 herkansingen 2: V van FRA Gapais: 0-2 |
| Ecaterina Stahl-Iencic                                              | floret (v)      | 8e        | 1ste ronde groep 6: 1ste W van MEX Roldán W van URS Gorokhova W van FRG Schmid W van LUX Flesch W van AHO Anselma W van ARG San Martín 2de ronde groep 4: 2de V van URS Novikova W van HUN Dömölky-Sákovics W van FRG Schmid W van CUB Tack-Fang V van GBR Wardell-Yerburgh 3de ronde: V van ITA Masciotta: 1-2 herkansingen: W van HUN Dömölky-Sákovics: 2-0 herkansingen 2: V van ITA Masciotta: 1-2                                                                                              |
| Maria Vicol                                                         | floret (v)      | DNS       | niet gestart |
| Ileana Gyulai-Drimba Ana Derșidan Ecaterina Iencic Olga Szabo-Orban | floret team (m) | Brons     | 1ste ronde groep 3: 1ste W van Sovjet-Unie: 9-7 W van Polen: 10-6 W van Groot-Brittannië: 13-3 halve finale: V van Hongarije: 8-8 bronzen finale: W van Frankrijk: 8-8 |

### Schietsport
| Olympiër           | Discipline              | Resultaat | Prestatie                           |
| ------------------ | ----------------------- | --------- | ----------------------------------- |
| Ion Olărescu       | 50m geweer 3 houdingen  | 23e       | 1140 punten: (394-384-362)          |
| Nicolae Rotaru     | 50m geweer 3 houdingen  | 12e       | 1146 punten: (398-386-362)          |
| Marin Ferecatu     | 50m geweer liggend      | 27e       | 592 punten: (99-99-99-99-100-96)    |
| Nicolae Rotaru     | 50m geweer liggend      | 4e        | 597 punten: (100-98-100-100-99-100) |
| Ștefan Kaban       | 300m geweer 3 houdingen | 24e       | 1102 punten: (392-367-343)          |
| Petre Șandor       | 300m geweer 3 houdingen | 8e        | 1138 punten: (394-376-368)          |
| Neagu Bratu        | 50m pistool             | 8e        | 554 punten: (91-93-94-92-92-92)     |
| Lucian Giușcă      | 50m pistool             | 11e       | 552 punten: (94-92-93-93-90-90)     |
| Virgil Atanasiu    | 25m snelvuurpistool     | 21e       | 583 punten: (291-292)               |
| Marcel Roșca       | 25m snelvuurpistool     | Zilver    | 552 punten: (295-296)               |
| Gheorghe Sencovici | skeet                   | 11e       | 191 punten                          |
| Ion Dumitrescu     | trap                    | 11e       | 193 punten                          |
| Gheorghe Florescu  | trap                    | 21e       | 191 punten                          |

### Wielersport
| Olympiër   | Discipline                    | Resultaat | Prestatie               |
| Baan       | Baan                          | Baan      | Baan                    |
| ---------- | ----------------------------- | --------- | ----------------------- |
| Emil Rusun | individuele achtervolging (m) | DNF       | kwalificatie: gedubbeld |
| Weg        |                               |           |                         |
| Emil Rusun | wegwedstrijd (m)              | DNF       | niet gefinisht          |

### Worstelen
| Olympiër           | Discipline  | Resultaat   | Prestatie |
| Vrije stijl        | Vrije stijl | Vrije stijl | Vrije stijl |
| ------------------ | ----------- | ----------- | --- |
| Gheorghe Stoiciu   | -52kg (m)   | 18e         | 1ste ronde: V van URS Albaryan: beslissing 2de ronde: V van BUL Baev: val |
| Nicolae Cristea    | -57kg (m)   | 15e         | 1ste ronde: V van FIN Alanen: beslissing 2de ronde: V van URS Aliyev: beslissing |
| Petre Coman        | -63kg (m)   | 5e          | 1ste ronde: W van GBR McCourtney: superioriteit 2de ronde: W van CAN Bolger: superioriteit 3de ronde: W van KOR Choi: beslissing 4de ronde: V van BUL Todorov: beslissing 5de ronde: V van JPN Kaneko: beslissing                                                                       |
| Ion Enache         | -70kg (m)   | 13e         | 1ste ronde: W van PAN Aguilar: val 2de ronde: V van JPN Horiuchi: gediskwalificeerd 3de ronde: V van URS Beriashvili: val |
| Francisc Balla     | -87kg (m)   | 12e         | 1ste ronde: W van IRI Mahdizadeh: beslissing 2de ronde: G van HUN Hollósi: gediskwalificeerd 3de ronde: V van BUL Gardzhev: val |
| Nicolae Neguț      | -97kg (m)   | 12e         | 1ste ronde: V van JPN Kawano: beslissing 2de ronde: G van GDR Bachmann 3de ronde: V van POL Długosz: beslissing |
| Ștefan Stîngu      | +97kg (m)   | 4e          | 1ste ronde: W van FRA Uytterhaeghe: val 2de ronde: W van MGL Erdene-Ochir: val 3de ronde: V van FRG Dietrich: beslissing 4de ronde: vrij 5de ronde: V van BUL Duraliev: beslissing |
| Grieks-Romeins     |             |             | |
| Gheorghe Stoiciu   | -52kg (m)   | 14e         | 1ste ronde: W van POL Michalik: beslissing 2de ronde: G van YUG Marinko 3de ronde: V van FRG Lacour: val |
| Ion Baciu          | -57kg (m)   | Zilver      | 1ste ronde: W van USA Hazewinkel: beslissing 2de ronde: W van BUL Traykov: beslissing 3de ronde: W van RAU El-Sayed: beslissing 4de ronde: G van JPN Sakurama 5de ronde: W van TUR Öczan: val 6de ronde: G van HUN Varga 7de ronde: W van GRE Mochidis: val finale: V van URS Kochergin |
| Simion Popescu     | -63kg (m)   | Brons       | 1ste ronde: W van MEX Contreras: superioriteit 2de ronde: W van PHI Tumasis: val 3de ronde: G van GDR Schneider: val 4de ronde: W van FIN Laakso: beslissing 5de ronde: vrij 6de ronde: V van JPN Fujimoto: beslissing                                                                  |
| Ion Enache         | -70kg (m)   | 15e         | 1ste ronde: G van TUR Ayvaz 2de ronde: W van RAU El-Sherbini: beslissing 3de ronde: V van FRG Rost: gediskwalificeerd |
| Ion Țăranu         | -78kg (m)   | 5e          | 1ste ronde: W van CAN Heffel: gediskwalificeerd 2de ronde: V van URS Igumenov: beslissing 3de ronde: W van FRG Nettekoven: val 4de ronde: G van AUT Berger 5de ronde: V van FRA Robin: val                                                                                              |
| Nicolae Neguț      | -87kg (m)   | 4e          | 1ste ronde: V van YUG Simić: beslissing 2de ronde: vrij 3de ronde: W van FRG Knoll: val 4de ronde: G van TUR Kış 5de ronde: W van BUL Krumov: val 6de ronde: V van GDR Metz: beslissing                                                                                                 |
| Nicolae Martinescu | -97kg (m)   | Brons       | 1ste ronde: W van FRG Kiehl: val 2de ronde: W van GDR Klinge: beslissing 3de ronde: W van HUN Kiss: val 4de ronde: V van SWE Svensson: beslissing 5de ronde: vrij 6de ronde: V van URS Yakovenko: beslissing 7de ronde: V van BUL Radev: val                                            |
| Constantin Bușoiu  | +97kg (m)   | 5e          | 1ste ronde: V van HUN Kozma: val 2de ronde: W van LIB Bechara: val 3de ronde: vrij 4de ronde: V van TCH Kment: beslissing |

### Zwemmen
| Olympiër        | Discipline          | Resultaat | Prestatie                                            |
| --------------- | ------------------- | --------- | ---------------------------------------------------- |
| Ladislau Koszta | 100m schoolslag (m) | 13e       | serie 3: 2de in 1.10,1 halve finale 1: 5de in 1.09,8 |
| Ladislau Koszta | 200m schoolslag (m) | 11e       | serie 4: 4de in 2.36,4                               |
|                 |                     |           |                                                      |
| Anca Andreiu    | 100m rugslag (v)    | 18e       | serie 4: 3de in 1.11,8                               |
| Anca Andreiu    | 200m rugslag (v)    | 19e       | serie 3: 4de in 2.38,8                               |

Afghanistan · Algerije · Amerikaanse Maagdeneilanden · Argentinië · Australië · Bahama's · Barbados · België · Bermuda · Birma · Bolivia · Bondsrepubliek Duitsland · Brazilië · Brits-Honduras · Bulgarije · Canada · Centraal-Afrikaanse Republiek · Ceylon · Chili · Colombia · Congo-Kinshasa · Costa Rica · Cuba · Denemarken · Dominicaanse Republiek · Duitse Democratische Republiek · Ecuador · El Salvador · Ethiopië · Fiji · Filipijnen · Finland · Frankrijk · Ghana · Griekenland · Groot-Brittannië · Guatemala · Guinee · Guyana · Honduras · Hongarije · Hongkong · Ierland · IJsland · India · Indonesië · Irak · Iran · Israël · Italië · Ivoorkust · Jamaica · Japan · Joegoslavië · Kameroen · Kenia · Koeweit · Libanon · Libië · Liechtenstein · Luxemburg · Madagaskar · Maleisië · Mali · Malta · Marokko · Mexico · Monaco · Mongolië · Nederland · Nederlandse Antillen · Nicaragua · Nieuw-Zeeland · Niger · Nigeria · Noorwegen · Oeganda · Oostenrijk · Pakistan · Panama · Paraguay · Peru · Polen · Portugal · Puerto Rico · Roemenië · San Marino · Senegal · Sierra Leone · Singapore · Soedan · Sovjet-Unie · Spanje · Suriname · Syrië · Taiwan · Tanzania · Thailand · Trinidad en Tobago · Tunesië · Turkije · Tsjaad · Tsjecho-Slowakije · Uruguay · Venezuela · Verenigde Arabische Republiek · Verenigde Staten · Vietnam · Zambia · Zuid-Korea · Zweden · Zwitserland